# 巴基斯坦證券交易所
巴基斯坦证券交易所（简称PSX ）是巴基斯坦的一家证券交易所 ，它在卡拉奇、伊斯兰堡和拉合尔设有交易大廳。交易所产品涵盖股票、债券及衍生品。
2016年1月11日，卡拉奇證券交易所、拉合尔证券交易所和伊斯兰堡证券交易所合并組成巴基斯坦证券交易所。 截至2018年2月23日，有559家公司在巴基斯坦证券交易所上市。 
2017年1月20日，由中国金融期货交易所、上海证券交易所、深圳证券交易所、中巴投资有限责任公司、巴基斯坦哈比银行组成的联合体收購巴基斯坦证券交易所40%的股份，中国三家交易所合计持股30%。
2020年，發生巴基斯坦證券交易所襲擊事件。